# Rtišovice (zámek)
Rtišovice jsou zámek ve stejnojmenné vesnici u Milína v okrese Příbram ve Středočeském kraji. Na místě starší tvrze jej nechal vybudovat Jan Netvorský z Březí v první polovině osmnáctého století. Zámecký areál je chráněn jako kulturní památka. Je v soukromém vlastnictví, veřejnosti je nepřístupný.

## Historie
Předchůdcem zámku bývala tvrz zmiňovaná v písemných pramenech poprvé v době okolo roku 1491. Nejspíše už od čtrnáctého století na ní sídlili příslušníci zemanského rodu, který užíval přídomek „ze Rtišovic“. Patřili k němu bratři Zdeněk a Hron připomínaní v letech 1369 a 1376. Jiným členem rodu byl Ivan ze Rtišovic, který roku 1398 daroval mšeckému kostelu nějaký plat. Na začátku patnáctého století došlo k rozdělení statku, jehož část vlastnil Bořivoj ze Svinař uváděný v letech 1407 až 1437. Druhý díl patřil Petříkovi ze Rtišovic, který stál na začátku husitských válek v roce 1420 na straně katolíků, a třetí část statku držel v roce 1436 Jindřich Mléčko. K dalším majitelům patřil roku 1447 Jan Pinta ze Rtišovic z rodu Bukovanských z Bukovan, uvedený o pět let později mezi služebníky pánů z Rožmberka, a v roce 1465 Bohuslav a Kryštof ze Rtišovic.
Okolo roku 1491 prodal Bohuslav z Němčic rtišovickou tvrz s příslušenstvím Joštu Fremdárovi z Pruku. Po něm statek převzali synové Kašpar a Jan, který si nechal Rtišovice se dvorem a tvrzí roku 1548 zapsat do desk zemských. Jeho nástupcem byl Adam (roku 1587), kterého přežila vdova Mariana Fremdárová z Malovic se dvěma dcerami a synem Janem. Jan se stal posledním příslušníkem rodu Fremdárů z Pruku ve Rtišovicích, protože v roce 1626 Rtišovice a Solenice prodal Jindřichu Hlaváčovi z Vojenic. Od něj statek roku 1644 koupil Jindřich Byn z Bynova a v roce 1663 jej postoupil svému synovi Jindřichovi. Na oplátku od něj dostal polovinu Zbenic. Rudolf Byn z Bynova, snad Jindřichův syn, prodal Rtišovice roku 1691 své matce Dorotě Bynové z Výškova. Od ní je o tři roky později koupil Karel Maxmilián Lažanský z Bukové, který tvrz využíval jako zastávku a místo odpočinku při svých cestách z Prahy do Bratronic. Dohodnutou cenu však nezaplatil, a krátce po jeho smrti v roce 1696 tvrz koupil pražský konvent u svatého Jiljí.
Další majitelé Rtišovic se často střídali. Jedním z nich byl Jan Netvorský z Březí, který na místě zchátralé tvrze založil barokní zámek. Dobu výstavby datuje letopočet 1738 na portále. Kolem roku 1846 zámek do nynější podoby přestavil svobodný pán z Puteany. Zřídil zde cukrovar, lihovar a pivovar. V roce 1864 koupil dvůr se zámkem hrabě Clam Martinic a po něm jej vlastnil továrník Hernych. Po znárodnění v roce 1948 sloužil potřebám státního statku. V roce 1958 byl prohlášen kulturní památkou. V druhé polovině 20. století došlo k destrukci částí stavby. V roce 2022 probíhala rekonstrukce zámku.

## Stavební podoba
Původní tvrz bývala koncem sedmnáctého století převážně dřevěná (zděné byly pouze dva pokoje) a zchátralá. Nahradil ji jednopatrový zámek s obdélným půdorysem a valbovou střechou, z níž vybíhá drobná vížka. Nad vstupním portálem se nachází štít s bočními vyzdívkami, před kterým stávaly sochy svatého Václava a svatého Vojtěcha z pálené hlíny. V přízemí budovy se dochovaly valené klenby, zatímco stropy pokojů v prvním patře jsou rovné. Ve východním křídle se nachází kaple svatého Jana Nepomuckého upravená roku 1877.
Hlavní zámecká budova stojí na jižní straně obdélného hospodářského dvora. Protější stranu tvoří dlouhá budova, která sloužila jako stáje a stodola. Na její východní straně je vjezd do dvora a za ním pokračuje budova chlévů s půdorysem ve tvaru písmena L. Východní křídlo zahrnuje obytné prostory s kaplí. Na kapli navazuje průjezd na náves a zřícenina bývalého pivovaru. Západní stranu nádvoří uzavírá patrová sýpka. K jižní a západní straně dvora přiléhá zámecký park.